# Landfahrerlager Zigeunerschlucht
Das so genannte Landfahrerlager Zigeunerschlucht war ein Lager für nichtsesshafte Einwohner Münchens.

## Lage
Das Landfahrerlager lag im Münchener Stadtteil Steinhausen im Stadtbezirk Bogenhausen an der damaligen Riemer Straße (heute Zamdorfer Straße) nördlich des Gollwitzer Freibads. Das Lager, das in einer kleinen Senke lag, erhielt von den Anwohnern den Namen „Zigeunerschlucht“.

## Geschichte
1950 gab es in München etwa 200 Wohnwagen, in denen nichtsesshafte Einwohner wohnten und die verstreut über das Stadtgebiet abgestellt waren. Ein Schwerpunkt war der Münchner Osten. Nach Klagen der Anwohner vor dem Bezirksausschuss Berg am Laim beschloss die Stadtverwaltung, drei Abstellplätze eigens für Wohnwagen einzurichten. Diese Plätze wurden als „Landfahrerlager“ bezeichnet. Neben dem Lager an der damaligen Riemer Straße gab es ein nur kurz existierendes in der Lerchenauer Straße und ein weiteres in Moosach.
1960 wurde das Lager an der damaligen Riemer Straße aufgelöst, da das Gelände für den Bau der Bundesautobahn 94 benötigt wurde. Als Ersatz wurde ein neuer Wohnwagenstellplatz in der Nähe der Kläranlage Gut Großlappen und des Fröttmaninger Berges eingerichtet.

## Beschreibung
Das Lager hatte eine Fläche von etwa 6000 m². Hier befanden sich etwa 100 bis 150 Unterkünfte, nicht nur Wohnwagen, sondern auch einfache Hütten, in denen etwa 300 Menschen lebten. Anders als die Bezeichnung „Zigeunerschlucht“ nahelegt, waren nur etwa 20 % davon Sinti und Roma. Es kamen auch Menschen dazu, die durch die Zerstörungen des Zweiten Weltkriegs obdachlos geworden waren.
Die von der Stadt bereitgestellten sanitären Einrichtungen waren dürftig, es fehlten Toiletten, Waschräume und Kanalisation. Zur Wasserversorgung gab es drei Brunnen.